# Mullca
Mullca est une ancienne entreprise française spécialiste du mobilier scolaire et du mobilier de cuisine sous la marque Plastilux. La conception de ses produits repose sur l'emploi de tubes d'acier.

## Historique

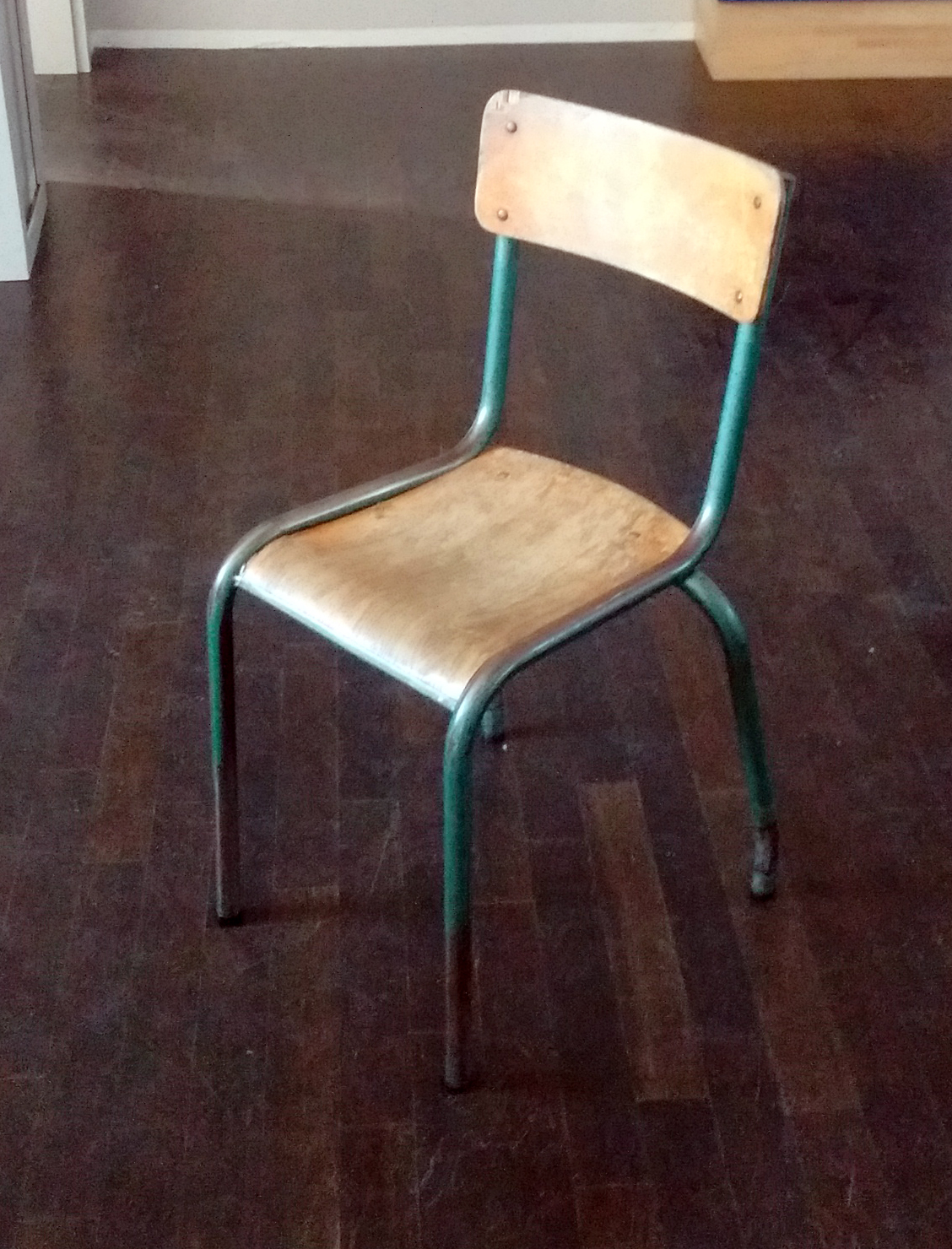

Mullca est une société créée en 1947 par un investisseur, Robert Müller, et par Gaston Cavaillon (1910-1986), ancien directeur commercial de la Compagnie Parisienne d'Ameublement.
À la fin des années 1940, Mullca est l'une des rares entreprises françaises à savoir travailler le tube d'acier tout en conservant des prix accessibles pour ses clients.
D'abord installée à Neuilly-sur-Seine, rue de Sablonville, l'entreprise déménage dans les années 1950 au 101 avenue de Bobigny à Noisy-le-Sec.
Rachetée par le Groupe Pinault France en 1990, puis revendue, l'entreprise dépose le bilan en 1996.

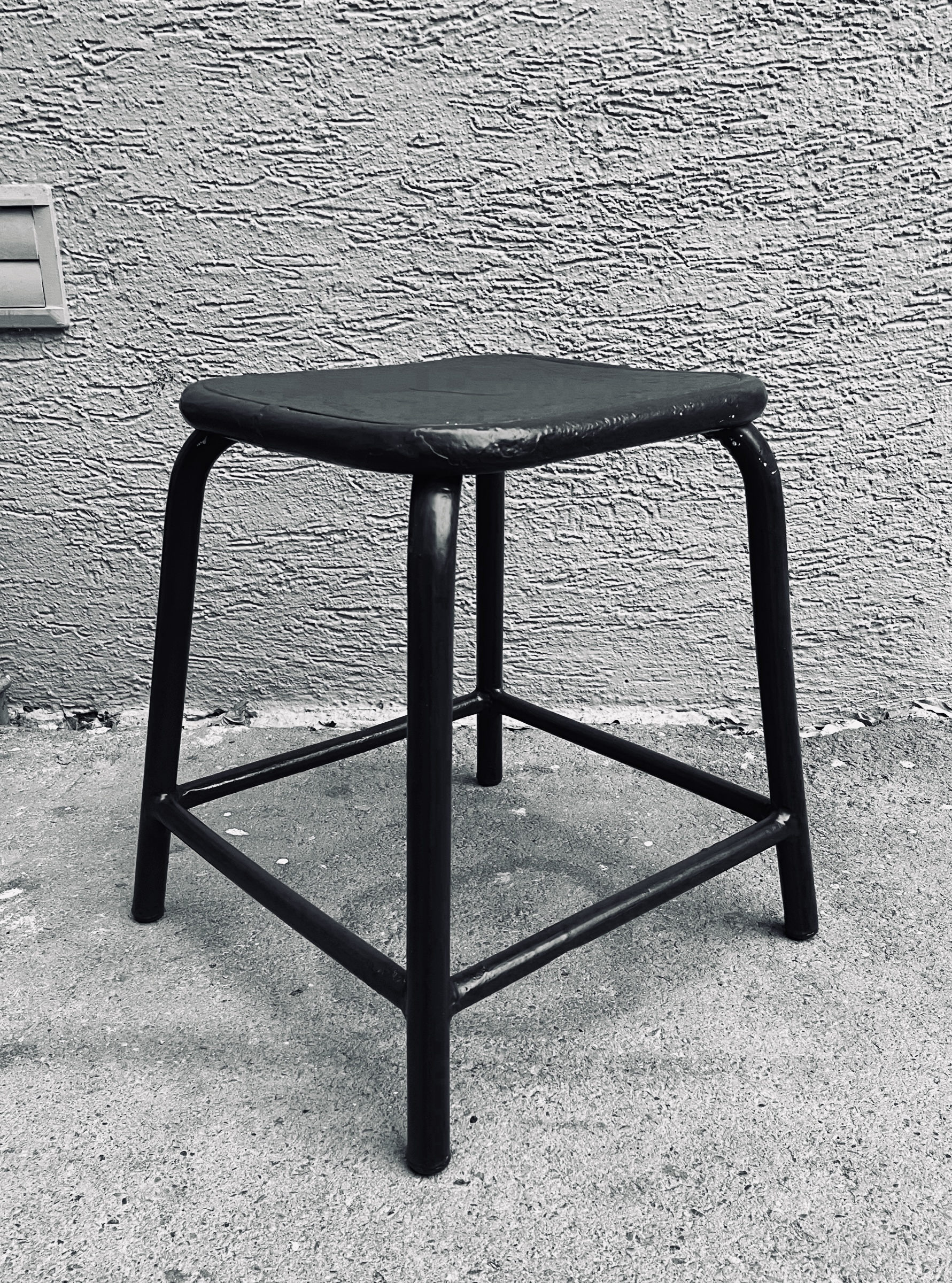
MULLCA Tabouret en acier des années 1950 de l'armée française

## La chaise scolaire
Le nom Mullca est associé à la création et à la production de mobilier d'enseignement à piétement en tube d'acier et particulièrement de la chaise scolaire 510.

### La Mullca 300
Créée en 1949 par Jacques Hitier, c'est une chaise d’enfant dont le dossier en tube se prolonge pour servir d'accoudoir. La société Mobilor a produit un modèle très similaire, également dessiné par Jacques Hitier. Les deux modèles sont souvent attribués à tort à Marcel Gascoin.

### La Mullca 511
En 1950, l'entreprise dirigée par le seul Gaston Cavaillon depuis deux ans dépose le brevet de cette chaise qui est une version améliorée d'un modèle d'avant-guerre faisant déjà l'objet de commandes de l'Éducation nationale. Elle fut largement diffusée dès sa création. 

### La Mullca 510
En 1964, pour prendre en compte les critiques formulées sur le plan esthétique, et toujours proposer des aménagements répondant au mieux aux demandes institutionnelles, un nouveau brevet est déposé consacrant la création du nouveau modèle dessiné par Gaston Cavaillon. Il est empilable, sa légèreté et sa robustesse ont été renforcées par la conception de sa traverse arrière et la technique d'assemblage. Et surtout il est une réussite de « design ».
Il est produit en six tailles suivant l'âge de l'enfant.
En 1973, le succès est tel qu'un accord de licence est sollicité par l'UGAP afin que d'autres fabricants puissent la fabriquer (Lafa et Simire) et ainsi répondre aux problèmes d'approvisionnement. Plébiscitée dès sa création, cette chaise a été fabriquée par millions d'exemplaires pour les établissements scolaires français.
En 1985, Sir Terence Conran l'introduit, toute en noir, au catalogue Habitat comme chaise de salon. La mode du mobilier vintage favorisera son retour en grâce.
En 1996, la société LAFA Mobilier rachète le brevet de la chaise 510 à Mullca. L'entreprise, aujourd'hui LAFA Collectivités (à Aurillac, Cantal), est le seul fabricant de la chaise 510. Contrainte par les normes en vigueur, la 510 a dû être très légèrement modifiée. Elle est aujourd'hui encore plus fiable et plus confortable qu'à l'époque de Mullca. 
Depuis 2010, Ciguë la commercialise modifiée en réédition en acier brut, en l’anoblissant d'un dossier et d'une assise en cuir. 
Depuis 2013, Label Édition la commercialise en valorisant son côté rétro, sous le nom « La 510 Originale ».

## Plastilux, le mobilier de cuisine
Mullca fabriquait aussi du mobilier de cuisine (tables, sièges et tables roulantes) sous la marque Plastilux. Le piétement du mobilier Plastilux est en tube d'acier ou inox, les revêtements des plateaux dans une matière stratifiée nouvelle pour l'époque : le Formica, d'abord importée d'Angleterre auprès de son fabricant : les Etablissements De La Rue.
Le mobilier Plastilux est estampillé en son nom propre. L'estampille est un triangle en acier, de petites dimensions, cloué aux trois sommets, sous le meuble.